# Dreyelands
A Dreyelands egy magyar progresszív metal együttes, amelyet 2002-ben alapított meg Horváth András Ádám (gitár) és Springer Gergely (basszusgitár). Később csatlakozott hozzájuk Ilovszky Péter (gitár), Nyeste József (ének) és Gassama Omar (dob). Az együttes első teljes felállása Kas Zoltán (billentyűs hangszerek) csatlakozásával alakult ki. Ekkor még különféle feldolgozásokat játszottak a rock és metal műfajában – többek közt a Dream Theater dalait, de már saját számokat is készítettek. 2004-ben megváltak Ilovszky Pétertől, a helyét rövid ideig Kiss Zalán vette át, illetve kilépett Nyeste József is, akinek a helyére később állandó vendégként Nikola Mijic szerb származású énekes csatlakozott. Az együttes egy 2003-as demó után 2006 nyarán rögzítette a Can’t Hide Away című promóciós EP-jét, amelynek címadó számához videóklip is készült, amit több alkalommal is leadott az MTV Headbangers Ball című műsora. 2007 végére összeállt az első stúdiólemez anyaga, amelyet 2008 tavaszán elkezdett rögzíteni az együttes. A készülő lemez keveréséért Hidasi Barnabás a felelős.
A szintén magyar Age of Nemesis 2008. december 19-én rendezett évzáró koncertjére a Dreyelandset kérte fel előzenekarnak.
Az együttest 2009-ben a progresszív, neoklasszikus és hard rockra specializálódott, finn Lion Music lemezkiadó szerződtette, akik 2010 áprilisában adták ki a Dreyelands Rooms of Revelation című bemutatkozó konceptalbumát.
A 6. Hang-Súly – Hungarian Metal Awardson elnyerték "Az év debütáló albuma 2010" díjat, és két további kategóriában is jelölve lettek.
A zenekar részt vett a Lion Music Embrace The Sun projektjében egy korábban kiadatlan dallal, melynek címe Life Is Worth the Pain. Ez a dupla válogatásalbum jótékonysági célból készült a 2011 márciusi japán cunami áldozatai számára.
A Dreyelands vendégzenekar volt a Queensyrche, Fates Warning, Adrenaline Mob és a Leprous koncertjein is.
Pár év szünet után a zenekar egy új billentyűssel, Kővágó Zsolttal (Honeybeast) tért vissza és rögzítette a második albumát, mely szerzői kiadásban jelenik meg 2018. május 24-én.

## Tagok
- Nikola Mijic – ének
- Horváth András Ádám – gitár
- Kővágó Zsolt – billentyűs hangszerek
- Springer Gergely – basszusgitár
- Gassama Omar – dobok

## Korábbi tagok
- Ilovszky Péter – gitár (2002-2004)
- Halász Krisztián – billentyűs hangszerek (2002-2003)
- Kiss Zalán – gitár (2004-2005)
- Kas Zoltán "Kazó" – billentyűs hangszerek (2004-2009)
- Nyeste József – ének (2004)
- Nagy György – billentyűs hangszerek (session, 2010-2013)

## Diszkográfia
- Can't Hide Away (2006) – demó
- Rooms of Revelation (2010)
- Stages (2018)